# Schizotetranychus glabrisetus
Schizotetranychus glabrisetus är en spindeldjursart som först beskrevs av Ugarov och Aleksandr Mikhailovich Nikolskii 1937.  Schizotetranychus glabrisetus ingår i släktet Schizotetranychus och familjen Tetranychidae. Inga underarter finns listade i Catalogue of Life.